# 버저비터 (텔레비전 프로그램)
《버저비터》는 2017년 2월 3일부터 2017년 3월 24일까지 tvN에서 방영되었던 예능 프로그램이다.

## 출연자

### Team K
- 김훈
- 김혁
- 오승환
- 박재민
- 유태오
- 태욱
- 기동
- DJ 펌킨

### Team Y
- 양희승
- 오승훈
- 정진운
- 문수인
- 김무영
- 박현우
- 오승윤
- 송태윤

### Team W
- 우지원
- 이상윤
- 노민혁
- 백인
- 박일서
- 서지석
- 나윤권
- 심지호

### Team H
- 현주엽
- 장준호
- 백준서
- 오희중
- 박재범
- 권성민
- 정의철
- 박찬웅

## 시청률
| 회차 | 방송일자        | AGB 시청률 | TNmS 시청률 |
| ---- | --------------- | ---------- | ----------- |
| 1화  | 2017년 2월 3일  | 1.215%     | 1.0%        |
| 2화  | 2017년 2월 10일 | 0.817%     | 0.7%        |
| 3화  | 2017년 2월 17일 | 0.831%     | 0.6%        |
| 4화  | 2017년 2월 24일 | 0.611%     | 0.5%        |
| 5화  | 2017년 3월 3일  | 0.4%       | 0.5%        |
| 6화  | 2017년 3월 10일 | 0.629%     | 0.5%        |
| 7화  | 2017년 3월 17일 | 0.500%     | 0.5%        |
| 8화  | 2017년 3월 24일 | %          | 0.7%        |